# ナナチャンチン
ナナチャンチン（6月25日）は、日本の女性総合格闘家。静岡県静岡市出身。
軽量女子選手の多いスマックガールにおいても一際小柄な体格から、「北の最小兵器」の異名を持つ。

## 来歴
2002年2月3日、SMACKGIRL 〜Pioneering Spirit〜でプロ総合格闘技デビュー戦を行うも開始30秒で川又尚美に腕ひしぎ十字固めを極められ一本負け。
2004年5月6日、テレビ朝日「銭形金太郎」に女性格闘家ビンボーとして出演しアーネスト・ホーストとも共演。その際に本名が市川 奈々であることが明らかにされる。
2004年6月6日、Love Impact 2で引退をかけて当時無敗だったしなしさとこと対戦するが、開始45秒で逆エビ固めの形でのアンクルホールド（公式な裁定は「しなし倶楽部ホールド」）を極められ一本負け。しかし2か月後の8月5日、BackDrop杯ロイヤルスマック2004に出場し、引退を撤回した。
2008年6月15日、DEEP GLOVE 2で山田よう子に開始1分、右ストレートでKO負け。

## 戦績

### プロ総合格闘技
| 総合格闘技 戦績 | 総合格闘技 戦績 | 総合格闘技 戦績 | 総合格闘技 戦績 | 総合格闘技 戦績 | 総合格闘技 戦績 | 総合格闘技 戦績 |
| --------------- | --------------- | --------------- | --------------- | --------------- | --------------- | --------------- |
| 12 試合         | (T)KO           | 一本            | 判定            | その他          | 引き分け        | 無効試合        |
| 0 勝            | 0               | 0               | 0               | 0               | 0               | 0               |
| 12 敗           | 2               | 10              | 0               | 0               | 0               | 0               |

| 勝敗 | 対戦相手         | 試合結果                     | 大会名                                                                         | 開催年月日    |
| ×    | 紫乃ヴァンフース | 1R 0:51 チョークスリーパー   | PANCRASE 2011 IMPRESSIVE TOUR                                                  | 2011年10月2日 |
| ×    | 山田よう子       | 1R 1:00 KO（右ストレート）   | DEEP GLOVE 2                                                                   | 2008年6月15日 |
| ×    | 吉田正子         | 1R 4:19 腕ひしぎ十字固め     | SMACKGIRL-F & GI-Feminino                                                      | 2005年1月8日  |
| ×    | しなしさとこ     | 1R 0:45 しなし倶楽部ホールド | Love Impact 2                                                                  | 2004年6月6日  |
| ×    | 羽柴まゆみ       | 1R 0:58 KO（踏みつけ）       | SMACKGIRL Third Season-IV                                                      | 2003年6月4日  |
| ×    | 大畑綾子         | 1R 0:34 チョークスリーパー   | SMACKGIRL Third Season-II                                                      | 2003年4月2日  |
| ×    | 小寺麻美         | 1R 2:08 腕ひしぎ十字固め     | SMACKGIRL "JAPAN CUP 2002 エピソードII"                                        | 2002年11月9日 |
| ×    | 大門まい子       | 1R 0:38 腕ひしぎ十字固め     | SMACKGIRL "JAPAN CUP 2002 開幕戦"                                              | 2002年10月5日 |
| ×    | 坂口一美         | 1R 1:58 チョークスリーパー   | SMACKGIRL 〜Dynamic! LAST SUMMER FOREVER in 有明〜 【SGSジャケット特別ルール】 | 2002年9月1日  |
| ×    | 坂口一美         | 2R 2:03 フロントチョーク     | SMACKGIRL 〜GOLDEN GATE 2002〜                                                 | 2002年5月6日  |
| ×    | Eika             | 2R 2:50 スリーパーホールド   | SMACKGIRL 〜God Bless You!〜                                                   | 2002年3月2日  |
| ×    | 川又尚美         | 1R 0:30 腕ひしぎ十字固め     | SMACKGIRL 〜Pioneering Spirit〜                                                | 2002年2月3日  |

### アマチュア総合格闘技
| 勝敗 | 対戦相手 | 試合結果                   | 大会名                                                   | 開催年月日    |
| ×    | 菅原瑞穂 | 1R 2:36 チョークスリーパー | SMACKGIRL F 〜5月病をブッ飛ばせ! 夏も近いぞスマックF祭〜 | 2004年5月16日 |
| ×    | 三浦悦子 | 1R 2:41 アキレス腱固め     | SMACKGIRL 〜ALIVE!〜                                     | 2001年9月27日 |
| ×    | 角田絵美 | 1R 0:34 TKO（タオル投入）  | SMACKGIRL 〜Burning Night〜                              | 2001年8月23日 |
| ×    | 大野千春 | 1R 4:10 腕ひしぎ十字固め   | SMACKGIRL 〜Indeed〜                                     | 2001年7月26日 |
| ×    | 坂口一美 | 5分2R終了 判定0-4          | SMACKGIRL 〜Starting Over〜                              | 2001年5月24日 |
| ×    | 星野育蒔 | KO                         | ReMix SHINOKI祭り【SMACK GIRL 特別試合】                 | 2001年4月26日 |

### グラップリング
| 勝敗 | 対戦相手 | 試合結果                 | 大会名                                                         | 開催年月日    |
| ×    | 小寺麻美 | 1:36 アームロック        | NO-GI撫子06 ADCC JAPAN 女子新人戦/GFC-09/SG-F20【SGS-Fルール】 | 2007年11月4日 |
| ×    | 飯島恵美 | 1R 2:34 腕ひしぎ十字固め | NO-GI撫子06 ADCC JAPAN 女子新人戦/GFC-09/SG-F20【GFCルール】   | 2007年11月4日 |
| ×    | 辻結花   | 1R 4:58 腕ひしぎ十字固め | SMACKGIRL Third Season-I【SGG公式ルール】                      | 2003年3月3日  |
| ×    | 熊崎愛子 | 1R 4:21 V1アームロック   | SMACKGIRL 〜Summer Gate 2002〜【SGG公式ルール】                | 2002年8月4日  |
| ×    | 高橋エリ | 1R 1:12 腕ひしぎ十字固め | SMACKGIRL 〜SMACK LEGEND 2002〜【SGG公式ルール】               | 2002年6月1日  |